# Trofeo Papà Cervi
Die Trofeo Papà Cervi war eine Straßenradsportveranstaltung in Italien in Gattatico. Sie fand von 1971 bis 2019 zunächst für Amateure, später für Radrennfahrer der U23-Klasse als Eintagesrennen statt.

## Geschichte
Das Eintagesrennen ist Alcide Cervi gewidmet, dem Vater der Cervi-Brüder. Cervi war im Zweiten Weltkrieg Widerstandskämpfer und Partisan, ebenso wie seine Söhne. Im Jahr 2012 wurde die Trofeo Papà Cervi in die Kategorie 1.2 des Rennkalenders der Union Cycliste Internationale (UCI) eingestuft. Es wurde traditionell jeweils am 1. Mai ausgetragen.

## Palmarès
- 1971  Marcello Osler
- 1972  Giuliano Dominoni
- 1973  Pietro Algeri
- 1974  Fausto Ruggenini
- 1975  Wojciech Matusiak
- 1976  Waleri Lichatschow
- 1977  Claudio Torelli
- 1978  Silvano Riccò
- 1979  Guido Bontempi
- 1980  Guido Bontempi
- 1981  Carlo Bertaboni
- 1982  Pavel Mugitskij
- 1983  Maurizio Rossi
- 1984  Wladimir Malachow
- 1985  Aleksander Tarassow
- 1986  Walter Brugna
- 1987  Riccardo Conti
- 1988  Adriano Lorenzi
- 1989  Dschamolidin Abduschaparow
- 1990  Roberto Maggioni
- 1991  Giovanni Lombardi
- 1992  Giovanni Lombardi
- 1993  Maurizio Radaelli
- 1994  Biagio Conte
- 1995  Marino Beggi
- 1996  Ellis Rastelli
- 1997  Mauro Zinetti
- 1998  Denis Bertolini
- 1999  Mauro Furlan
- 2000  Marco Gelain
- 2001  Alessandro Maserati
- 2002  Wladimir Lobzow
- 2003  Danilo Napolitano
- 2004  Mattia Gavazzi
- 2005  Tiziano Dall’Antonia
- 2006  Antonio Bucciero
- 2007  Bernardo Riccio
- 2008  Michele Merlo
- 2009  Giacomo Nizzolo
- 2010  Matteo Pelucchi
- 2011 nicht ausgetragen
- 2012  Giorgio Bocchiola
- 2013  Matteo Donegà
- 2014  Luca Regalli
- 2015  Pasquale Repino
- 2016  Gianluca Esposito
- 2017  Moreno Marchetti
- 2018  Leonardo Fedrigo
- 2019  Filippo Tagliani